# Resolutie 407 Veiligheidsraad Verenigde Naties
Resolutie 407 van de Veiligheidsraad van de Verenigde Naties werd op 25 mei 1977 zonder stemming goedgekeurd. Dat gebeurde op de 2009e vergadering van de VN-Veiligheidsraad.

## Achtergrond
Tijdens de apartheid werden in Zuid-Afrika de zogenaamde thuislanden gecreëerd waarin de zwarte bevolkingsgroepen in het landen werden afgezonderd. Een aantal van die thuislanden, waaronder Transkei dat aan Lesotho grensde, werden staatkundig onafhankelijk verklaard. Die onafhankelijkheid werd echter door de Verenigde Naties verworpen en de VN riepen alle landen op om hetzelfde te doen. Toen Lesotho hierop ook besliste om Trankei niet te erkennen, probeerde Zuid-Afrika het land daartoe te dwingen door
onder meer grensposten met Lesotho te sluiten.

## Inhoud
De Veiligheidsraad:
- Herinnert aan resolutie 402.
- Neemt nota van de brief van de Secretaris-Generaal aan alle landen.
- Heeft het rapport van de missie naar Lesotho bestudeerd.
- Heeft de verklaring van de Minister van Buitenlandse Zaken van Lesotho gehoord.
- Betreurt het aanhouden van de dwang en pesterijen tegen het volk van Lesotho door Zuid-Afrika.
- Herbevestigt zijn onderschrijving van resolutie 31/6 A van de Algemene Vergadering over Transkei en andere thuislanden.
- Is zich ervan bewust dat de beslissing van Lesotho om Transkei niet te erkennen een speciale economische last met zich meebrengt.
- Is ervan overtuigd dat internationale solidariteit met Lesotho noodzakelijk is om Zuid-Afrika's politiek om Lesotho te dwingen Transkei te erkennen te counteren.

1. Betuigt respect aan Lesotho voor de beslissing om Transkei niet te erkennen.
2. Waardeert dat de secretaris-generaal de missie naar Lesotho organiseerde.
3. Is tevreden over het rapport van de missie.
4. Onderschrijft de inschattingen en aanbevelingen van de missie.
5. Onderschrijft verder de oproep van de secretaris-generaal aan alle landen voor onmiddellijke financiële-, technische- en materiële steun aan Lesotho.
6. Verwelkomt de opening van een rekening om bijdragen voor Lesotho te ontvangen.
7. Vraagt de VN en de VN-organisaties Lesotho te helpen op de in het rapport aangehaalde punten.
8. Vraagt de secretaris-generaal de assistentie op te volgen en de Veiligheidsraad op de hoogte te houden.
9. Besluit om op de hoogte te blijven.

## Verwante resoluties
- Resolutie 402 Veiligheidsraad Verenigde Naties
- Resolutie 406 Veiligheidsraad Verenigde Naties
- Resolutie 421 Veiligheidsraad Verenigde Naties
- Resolutie 428 Veiligheidsraad Verenigde Naties

Lijst ·  403 ·  404 ·  405 ·  406 ·  407 ·  408 ·  409 ·  410 ·  411 ·  412 ·  413 ·  414 ·  415 ·  416 ·  417 ·  418 ·  419 ·  420 ·  421 ·  422